# 吳美紅
吳美紅，中華民國政治人物，曾任總統府第一局局長、大陸委員會政務副主任委員、海洋委員會常務副主任委員、政務副主任委員，現任中華民國考試院副秘書長。

## 經歷
吳美紅於1983年畢業自台灣大學法律系，是中華民國大陸委員會的創會成員，並長期在該委員會任職，在馬英九政府時期，吳美紅參與馬習會，是參與該次會晤的唯一女性。之後吳美紅在2015年12月隨政黨輪替而請辭，於蔡英文政府時期轉任行政院顧問，並因總統府第一局局長余新明退休而轉任總統府第一局局長，後來又借調回陸委會，繼續擔任政務副主委。
2023年1月31日，轉任海洋委員會常務副主委。
2024年5月20日，正式升任海洋委員會政務副主委。
2025年6月2日，轉任中華民國考試院副秘書長。

## 荣誉
- 四等景星勋章（2016年5月11日批准[7]）

## 外部連結
- 大陸委員會副主任委員簡介 （页面存档备份，存于）